# Кочубей Петро Аркадійович
Петро Аркадійович Кочубей (17 (29) червня 1825 , Москва  — 22 грудня 1892  (3 січня 1893) , Згурівка, Полтавська губернія, Російська імперія ) — учений хімік, історик техніки, голова Російського технічного товариства.

## Життєпис
Походить з козацького роду Кочубеїв. Народився у Москві, навчався у Михайлівському артилерійському училищі (закінчив у 1845 році) та за кордоном — Бельгії та Франції. Після повернення з-за кордону закінчив Офіцерські класи Михайлівської артилерійської академії і був призначений у ній на посаду викладача хімії і практичної механіки. Невдовзі став ординарцем імператора Олександра II, а згодом флігель-ад'ютантом.
14 січня 1851 року одружився з Варварою, донькою графа Олександра Григоровича Кушельова-Безбородька. 
У 1855 році, за дорученням Олександра II, здійснив перевірку крадіжок пороху та патронів в особливо великих розмірах у фортеці Нарва. На її основі подав імператору пропозиції про недопущенню подібних порушень. Але ці пропозиції залишилися на папері, тому в 1857 році П. Кочубей пішов у відставку і разом з родиною переїхав до с. Згурівки (тепер Київщина).
З 1859 року займається науковими дослідженнями та громадськими справами. Його діяльність була спрямована на розвиток промисловості, мистецтва, історії, музейної справи та іншого.
У 1859 році він замовив у Т. Г. Шевченка портрет генерального судді В. Л. Кочубея, нащадком якого він був. Шевченко виконав цей портрет олійними фарбами. Також для нього написав чотири картини.
У Згурівці він значно розширив парк закладений його батьком. Зараз це Згурівський дендропарк. У цьому ж парку він і був похований.

## Наукова та громадська діяльність
Ще з юних років П. Кочубей зацікавився мінералами. Почав збирати, а згодом купувати і обмінювати різні зразки. Йому вдалося зібрати понад 3000 зразків мінералів. Цю діяльність він вважав найважливішою справою свого життя. 2424 зразки, що збереглися, є важливою складовою колекції мінералогічного музею ім. О. Є. Ферсмана. За цю діяльність він 25 1872 року січня він обраний почесним членом Мінералогічного товариства, а 29 грудня 1879 — почесним членом Академії. На його честь  був названий мінерал Кочубеіт, а також друза кристалів олександриту друза Кочубея.
Товаришував з Д. Менделєєвим. Найсучаснішу хімічну лабораторію, яку він створив у себе дома, надавав студентам і викладачам для хімічних досліджень.
П. Кочубей був віцепрезидентом департаменту наділів, сприяв розвитку гірничої промисловості, контролював роботу гранувальних фабрик. Разом з професором медичної академії М. Ф. Здекауером та лікарем-токсикологом Є. В. Пеміканом добився створення комісії з проблем народної гігієни та якості харчових продуктів.
У 1866 році за його ініціативою було створене Російське технічне товариство, у якому він став головою першого відділу хімічного виробництва та металургії. У 1870 році його обрали головою організації. Завдяки йому при товаристві були відкриті нові відділи з різних галузей науки і техніки. Під його керівництвом товариство проводило з'їзди, читалися лекції з технічних новацій на фабриках і заводах, направляло за кордон студентів для навчання. Сам він був учасником міжнародних з'їздів, конгресів, виставок.
За його активною участі та грошового внеску в 1872 році були відкриті у Санкт-Петербурзі Музей прикладних знань і Педагогічний музей.